# Aperittochelifer minusculus
Espèce
Synonymes
- Chelifer minusculus Ellingsen, 1912

Aperittochelifer minusculus est une espèce de pseudoscorpions de la famille des Cheliferidae.

## Distribution
Cette espèce est endémique d'Afrique du Sud. Elle se rencontre vers King William's Town.

## Description
Le mâle mesure 1,75 mm et la femelle 2 mm.

## Publication originale
- Ellingsen, 1912 : The pseudoscorpions of South Africa, based on the collections of the South African Museum, Cape Town. Annals of the South African Museum, vol. 10, p. 75-128 (texte intégral).